# Auto- und Motorjournalismus

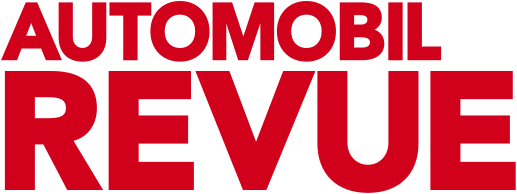
Logo der Automobil-Revue, seit 1906 die erste Autozeitschrift Europas

Der Auto- und Motorjournalismus setzt sich journalistisch mit Themen der Automobilindustrie auseinander und behandelt damit zusammen hängende Bereiche wie Sicherheit, Umwelt, Fahrzeug- Entwicklung und Forschung. Diese Form des Fachjournalismus findet vor allem in Printmedien und insbesondere in Fachzeitschriften und Special-Interest-Zeitschriften statt. Für den Auto- und Motorjournalismus existiert jedoch kein eigenes journalistisches Ressort, da in diesem Bereich hauptsächlich Fach- oder Special-Interest-Journalisten tätig sind, die sich mit den jeweiligen Themen beschäftigen und auf Anfrage von Medien Berichte für diese verfassen.

## Geschichte
Die erste Autozeitschrift Europas erschien im Januar 1906 in der Schweiz. Mit ihrer Zeitschrift Automobil Revue verfolgten der Herausgeber Otto Richard Wagner und der Chefredakteur Paul Breitschuh das Ziel, der aufkommenden Kritik am Kraftfahrzeugwesen entgegenzuwirken.  Die „Automobil-Revue“ erscheint bis heute einmal wöchentlich, wobei sie in zusammenfassender Weise über aktuelle und wichtige Themen des Autos berichtet.

## Gruppen des Auto- und Motorjournalismus
Der Auto- und Motorjournalismus lässt sich in drei Gruppen einteilen. Zum Ersten gibt es Angebote für Fachleute aus dem Bereich der Kraftfahrzeugbranche, Zulieferfirmen und Dienstleister, welche vor allem in Fachzeitschriften zu finden sind. Daneben existieren einige Angebote für Experten und Menschen, deren Hobby es ist, sich mit Fahrzeugen zu beschäftigen, vor allem in Special-Interest- und Fachzeitschriften. Die letzte Gruppe – die der Autofahrer, für die das Auto ausschließlich einen pragmatischen Zweck erfüllt – findet Angebote in Tageszeitungen oder Publikumszeitschriften, in denen sie sich vor dem Kauf eines Fahrzeugs informieren können.

## Inhalte der Berichterstattung

Logo der ADAC Motorwelt

Logo der Auto Bild

Logo Auto Motor und Sport

Insgesamt gibt es 108 Titel, die der Gattung „Auto- und Motorjournalismus“ zugeschrieben werden.
Zu den größten zählen die ADAC Motorwelt, die Mitgliederzeitschrift des ADAC, die Auto Bild (Axel Springer Auto-Verlag) sowie die Zeitschrift Auto Motor und Sport (Motor Presse Stuttgart).
Die Publikumszeitschriften befassen sich in erster Linie mit der Vorstellung von neuen Fahrzeugen und deren Sicherheit, aber auch mit Änderungen in der Straßenverkehrsordnung sowie dem Bußgeldkatalog. Hinzu kommen Zeitschriften, die sich mit bestimmten Marken, Oldtimern und mit anderen Fahrzeugen neben dem Auto, wie Moorrädern, Lkw oder Wohnmobilen, beschäftigen. Die Mehrheit aller Titel rund um den Auto- und Motorjournalismus sind Fachzeitschriften. Diese unterteilen sich wiederum in die Fachgruppen Industrie/Produktion/Technik, Dienstleistung, sowie Fachhandel und Handel. Letztere beschäftigt sich mit jeglicher Art von Fahrzeugen, während die Gruppe der Dienstleistung beispielsweise über Fahrschulen, Tankstellen oder Waschstraßen berichtet. In den Fachzeitschriften finden sich zudem Tests von Autos sowie Motorrädern und Tipps für Reisen oder besondere Strecken für interessierte Motorsportler.
Zu bedenken gilt hier, dass der Auto- und Motorjournalismus in vielen verschiedenen Ressorts wie dem der Wirtschaft, der Politik oder des Sports Berücksichtigung findet.

## Probleme und Kritik
Ein Problem für Auto- und Motorjournalisten besteht darin, dass die Automobilbranche stark an Ansehen verliert, bedingt durch Themen wie Umweltschutz (Verkehrswende) und der Energiepolitik (Energiewende). Dadurch verlieren viele Leser dieser Branche das Interesse an den Artikeln.
Zudem sind Journalisten, welche über die Kraftfahrzeugbranche informieren, auf die Hilfe der Automobilkonzerne angewiesen: Sie brauchen beispielsweise die Möglichkeit, die Autos, über die sie berichten, anzusehen und zu testen, ohne sie kaufen zu müssen – was sich die Redaktionen nicht leisten können und was oft auch nicht möglich ist, wenn die Fahrzeuge noch gar nicht öffentlich zugänglich sind. Dadurch werden sie häufig als PR-Vertreter der Automobilfirmen angesehen. Leser erwarten objektive und kritische Berichterstattung und wenn diese durch eine vermeintlich zu enge Beziehung der Journalisten zur Industrie getrübt wird, sinkt das Vertrauen der Leser.
Außerdem werden aufgrund der Medienkrise immer mehr Teile der Redaktionen an externe Dienstleister oder andere Organisationen übertragen. So zum Beispiel die Motorseiten der Münchner Abendzeitung, welche nicht von der Redaktion selbst geschrieben werden, sondern vom ADAC. Diese Sparmaßnahmen stellen ein Problem für Auto- und Motorjournalisten dar.

## Zukunftsaussichten
Trotz, oder vor allem wegen der vielen Diskussionen rund um die Kraftfahrzeugbranche, ist das Thema in den Medien präsent. Aufgrund der Kritik rund um die Umweltschädlichkeit der Fahrzeuge und des aufkommenden Interesses an E-Autos konnten sich auch neue Zeitschriften, die sich genau diesem Bereich widmen, etablieren. Zudem gibt es verstärkt crossmediale Angebote, zum Beispiel den Auto motor und sport channel mit der Sendung Auto motor und sport tv (Motor Presse) oder durch den Verlag Euro Transport Media, welcher zusätzlich zu seinen Printmedien eigene Radio-Shows anbietet, sowie in einigen Teilen Deutschlands über den TV-Sender N 24 / WELT seine Informationen verbreitet. Der Auto- und Motorjournalismus verschiebt sich außerdem zunehmend in Richtung Internet.